# Perkinsus marinus
A Perkinsus marinus az Alveolata Perkinsozoa törzsének patogén faja. Páncélos ostorosokra hasonlít, és Saldarriaga  et al. 2003-as tanulmánya szerint a páncélos ostorosok testvércsoportjának tagja. Osztrigafélék gyakori patogénje, jelentős mortalitást okozva populációjukban. Az általa okozott betegséget nevezik dermónak vagy perkinsózisnak, és az osztrigaszövetek leépülése jellemzi. Genomját 2008-ban szekvenálták, és 29 475 gént tartalmaz.
A faj eredeti neve Dermocystidium marinum volt, melyet Mackin, Owen és Collier írtak le 1950-ben.

## Rendszertan
A P. marinus az Alveolata Perkinsozoa törzsének faja. A Perkinsozoa a páncélos ostorosok és az Apicomplexa közt elágazó új klád, mely feltehetően előbbinek közelebbi rokona. A P. marinus az 1978-ban létrehozott Perkinsus típusfaja. 1950-es első azonosításakor gombának tekintették.

## Morfológia és életciklus
2–4 μm hosszú. A zoospóra kétostorú, ezeket a tengeri környezetben úszásra használja. Gazdái puhatestűek, gyakran a Crassostrea fajai. Bekebelezése után trofozoitává alakul, mely a gazda szöveteiben szaporodik. A P. marinus gyakran a hemocitákat fertőzi a gerincesek maláriafertőzéséhez hasonlóan. Gyakori továbbá az emésztőrendszer, a kötőszövetek, az emésztőmirigyek és a kopoltyúk sejtjeiben is. A sejtben a trofozoita a sejtmagot eltoló vakuólumot hoz létre. A fertőzött sejt „pecsétgyűrűsejt, mivel gömbölyű, és a kerek vakuólum tölti ki, így pecsétgyűrűre hasonlít. Az érett trofozoita kettéhasadással legfeljebb 16 éretlen trofozoitát hoz létre. Ezek a gazdában maradva annak szöveteit fertőzhetik, vagy a vízbe kerülhetnek ürülékkel, álürülékkel vagy elhunyt gazdából. A trofozoiták a vízben megérve ostoros zoospórákat hoznak létre.
The most economically important host is the eastern oyster (Crassostrea virginica). The parasite is also common in C. corteziensis, and the species C. rhizophorae, C. gasar, and C. brasiliana are probably susceptible. Magallana gigas and M. ariakensis are experimentally susceptible, but may be more resistant. Certain clams such as Mya arenaria and Macoma balthica can be infected in experimental situations. In the laboratory, the sea snail Boonea impressa can be infected and then pass the parasite to an oyster host.

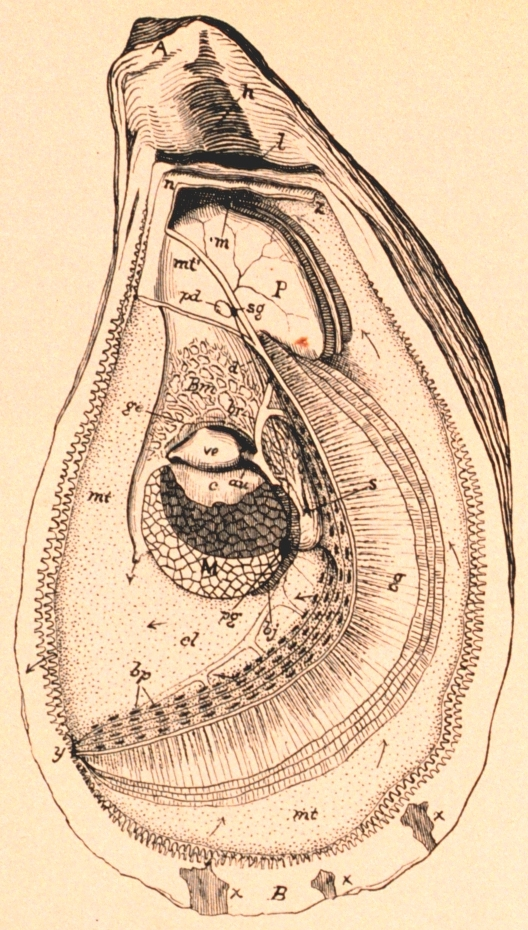
Osztrigaanatómia

## Patológia
A perkinsózis az osztriga betegsége. A „dermo” név a patogén eredeti nevéből, a Dermocystidium marinum ered, és gyakran használatos ma is. A fertőzött sejteket a szaporodó patogén bontja le, sok trofozoitát kibocsátva a gazda szöveteibe vagy vérkeringésébe. Itt további sejteket fertőz, vagy a gazda halálakor, bomlásakor kiszabadul. A fertőzött osztriga stressz hatása alá kerül, szövetei halványak, ivarsejttermelése késik, növekedése lassul, emaciáció jelentkezik, köpenye zsugorodik, és a héjtól elválik, és gennyszerű folyadék gyűlhet fel benne. A szövetlízis és az érelzáródás halált okozhat, de sok osztriga élhet akár 3 évig aktív fertőzéssel.

## Elterjedés
New Brunswicktól Floridán keresztül a Yucatán-félszigetig megtalálható az észak-amerikai partok közelében. Jelentős járványok történtek a Mexikói-öbölben az 1940-es években. A Chesapeake-öbölben történt időszakos járványok jelentős osztrigahalált okoztak. Jelentős járványok történtek továbbá a Delaware-öböl, a Long Island-i-szorosban és az Északkelet-Egyesült Államok partvidékének többi részén.
Az osztrigatenyésztést egyes helyeken, különösen Mexikóban megzavarja.

## Kezelés
A patogén és a betegség prevalenciáját környezeti tényezők, például a hőmérséklet, a sótartalom és a táplálékmennyiség befolyásolják. A környezetszennyező anyagoknak, például N-nitrozodimetilaminnak vagy tributilónoknak kitett osztrigák betegségei súlyosabbak. Magasabb hőmérsékleten az osztriga kémiai védelmei, különösen a lizozimek, csökkentek, így a fertőzés gyakoribb és súlyosabb nyáron. A magasabb téli óceán-hőmérséklet is segíti a járványt.
Bár egyes antibiotikumok laboratóriumi tanulmányai ígéretesnek bizonyultak, nem ismert hatékony módszer a fertőzés megszüntetésére, így fontos a prevenció. A betegségben érintett populációkból vagy területekről származó osztrigák nem helyezendők át fertőzetlen helyre, mert könnyen bevezethető és átadható a fertőzés. Akvakultúra esetén a rezisztensebb osztrigakládok létrehozása és meghatározása folyamatos. A fertőzött osztrigák nem helyezendők osztrigaágyba, és a fertőzött területekből az osztrigák eltávolítandók, és a terület hosszú ideig osztriga nélkül hagyandó a fertőzöttség csökkentéséhez.

## Fordítás
Ez a szócikk részben vagy egészben  a   Perkinsus marinus című angol Wikipédia-szócikk ezen változatának fordításán alapul.  Az eredeti cikk szerkesztőit annak laptörténete sorolja fel. Ez a jelzés csupán a megfogalmazás eredetét és a szerzői jogokat jelzi, nem szolgál a cikkben szereplő információk forrásmegjelöléseként.